# Памятник Микаэлу Налбандяну (Ереван)
Памятник Микаэлу Налбандяну — памятник в Ереване. Установлен в 1965 году на Кольцевом бульваре у пересечения с улицей Налбандяна. Авторы монумента — скульптор Н. Б. Никогосян и архитектор Д. П. Торосян. Памятник посвящён армянскому писателю и поэту Микаэлу Налбандяну. Он включён в список памятников истории и культуры административного округа Кентрон.
Высота памятника составляет 4,5 м. Бронзовая скульптура Налбандяна, во весь рост установлена на плите полированного чёрного гранита. Памятник стоит в окружении зелёных деревьев. Отличительной его особенностью является то, что скульптура стоит почти на уровне тротуара, а не возвышается на высоком пьедестале. Таким образом подчёркивается близость Налбандяна к современной жизни людей.
Поэт запечатлён спокойным, в непринуждённой позе. Сочетание чёрного полированного гранита и бронзовой пластики создают запоминающийся образ. В левом углу — небольшая стенка, ограничивающая зону монумента. Силуэт скульптуры хорошо воспринимается со всех сторон.

## Галерея

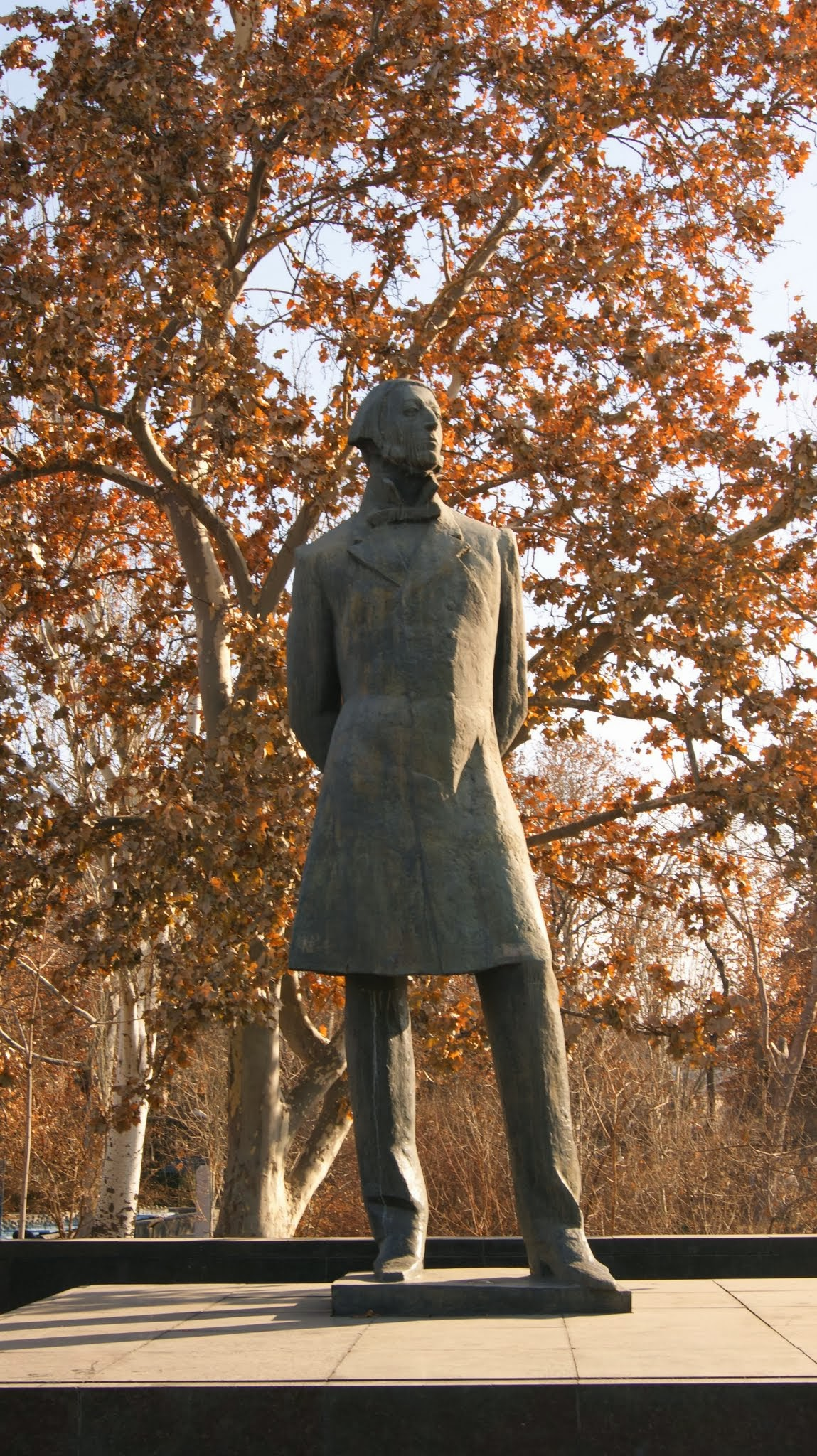
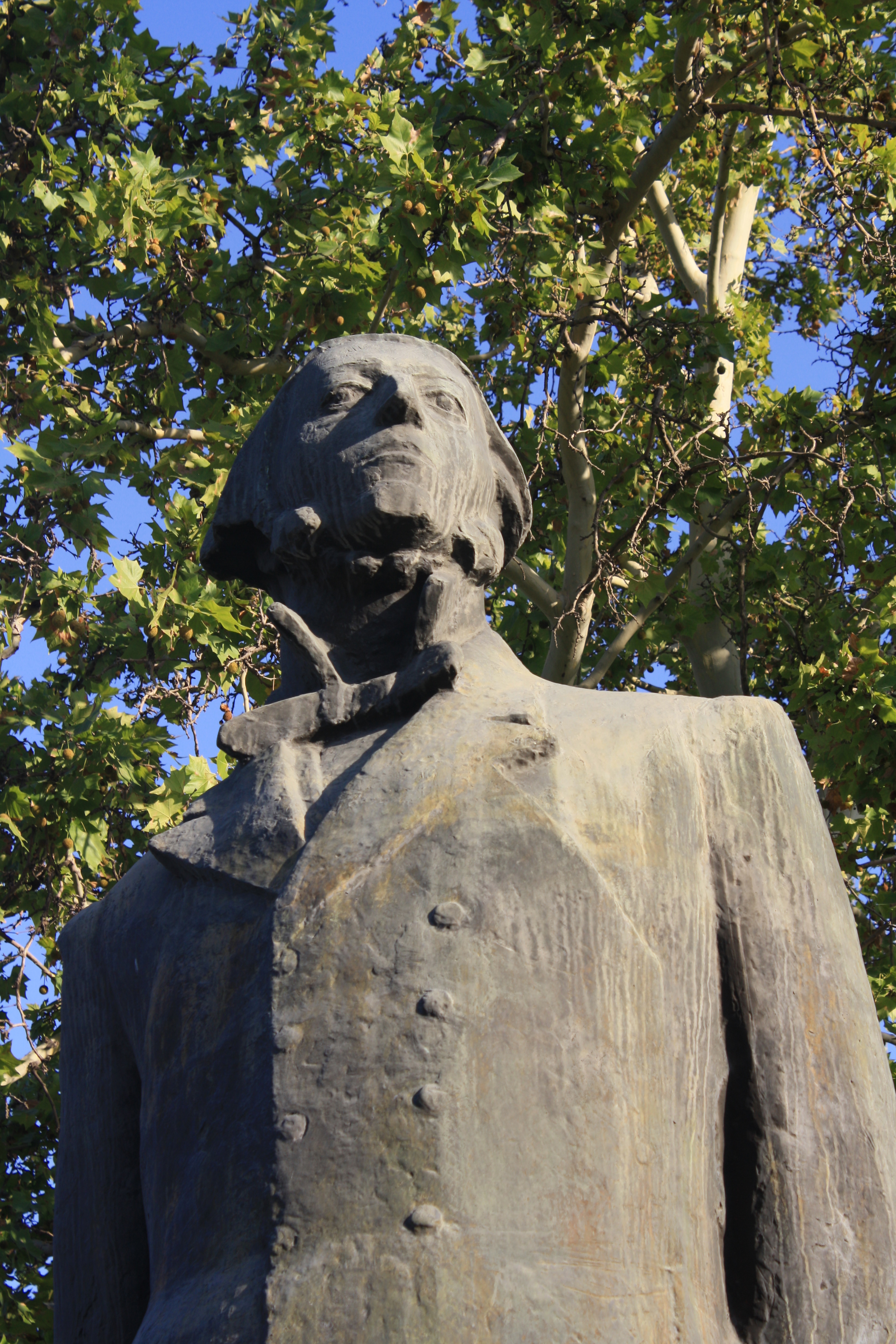